# Ielena Valova
Ielena Aleksandrovna Valova (en russe : Елена Александровна Валова) est une patineuse artistique russe ayant patiné dans les années 1980 sous les couleurs de l'Union soviétique, née le 4 janvier 1963 à Leningrad. Son partenaire à cette époque est Oleg Vassiliev, avec lequel elle est mariée de 1984 à 1992.

## Biographie

### Carrière sportive
Avec Oleg Vassiliev, elle est notamment championne olympique aux Jeux olympiques de 1984, triple championne du monde et triple championne d'Europe. Elle reçoit la médaille de l'Ordre de l'Amitié des peuples en 1984.

### Reconversion
Le couple passe professionnel en 1989, une première dans l'histoire du patinage artistique soviétique. Valova met un terme à sa carrière en 1995 et devient entraîneuse aux États-Unis.

## Palmarès
| Compétitions principales        | 1980    | 1981    | 1982    | 1983    | 1984    | 1985    | 1986    | 1987    | 1988    |  |  |  |  |  |
| Jeux olympiques d'hiver         |         |         |         |         | 1re     |         |         |         | 2e      |  |  |  |  |  |
| Championnats du monde           |         |         |         | 1re     | 2e      | 1re     | 2e      | 2e      | 1re     |  |  |  |  |  |
| Championnats d’Europe           |         |         |         | 2e      | 1re     | 1re     | 1re     | 2e      |         |  |  |  |  |  |
| Championnats d'Union soviétique |         |         | 3e      |         |         | 2e      | 1re     |         |         |  |  |  |  |  |
|                                 |         |         |         |         |         |         |         |         |         |  |  |  |  |  |
| Autres compétitions             | 1979/80 | 1980/81 | 1981/82 | 1982/83 | 1983/84 | 1984/85 | 1985/86 | 1986/87 | 1987/88 |  |  |  |  |  |
| Skate America                   |         |         | 3e      | 1re     |         |         |         |         |         |  |  |  |  |  |
| Moscou Skate                    | 6e      | 3e      |         | 3e      |         |         |         |         | 2e      |  |  |  |  |  |
| Trophée NHK                     |         |         |         |         |         |         |         | 1re     |         |  |  |  |  |  |
|                                 |         |         |         |         |         |         |         |         |         |  |  |  |  |  |